# Volkerode (Rosdorf)
Volkerode is een dorp in de gemeente Rosdorf in het Landkreis Göttingen in Nedersaksen in Duitsland. In 1973 werd het bij Rosdorf gevoegd. 
De huidige kapel in het dorp werd gebouwd in 1892 op de plek waar twee voorgangers hebben gestaan. 